# Ozero Zagadochnoe
Der Ozero Zagadochnoe (englische Transkription von russisch Озеро Загадочное Osero Sagadotschnoje, deutsch ‚Geheimnisvoller See‘) ist ein Schmelzwassersee in den Prince Charles Mountains des ostantarktischen Mac-Robertson-Lands. Er liegt 14 km südlich des Fisher-Massivs im südwestlichen Teil der Nilsson Rocks.
Russische Wissenschaftler benannten ihn.